# Raïon de Dnipro
Cet article concerne la subdivision de l'oblast de Dnipropetrovsk. Pour la subdivision de la ville de Kiev, voir Raïon de Dnipro (Kiev).
Le raïon de Dnipro (en ukrainien : Дніпровський район) ou raïon de Dnipropetrovsk (en ukrainien : Дніпропетровський район) est un raïon (district) dans l'oblast de Dnipropetrovsk en Ukraine. Avec le réforme administrative de 2020, le raïon a absorbé ceux de Petrykivka, de Solone, de Synelnykove, de Tsarychanka et de Mahdalynivka.

## Lieux d'intérêt
Le musée d'Art de Dnipro, le musée d'histoire de Dnipro, le raïon est aussi connu pour sa peinture décorative de Petrykivka classé au Patrimoine culturel immatériel par l'UNESCO.

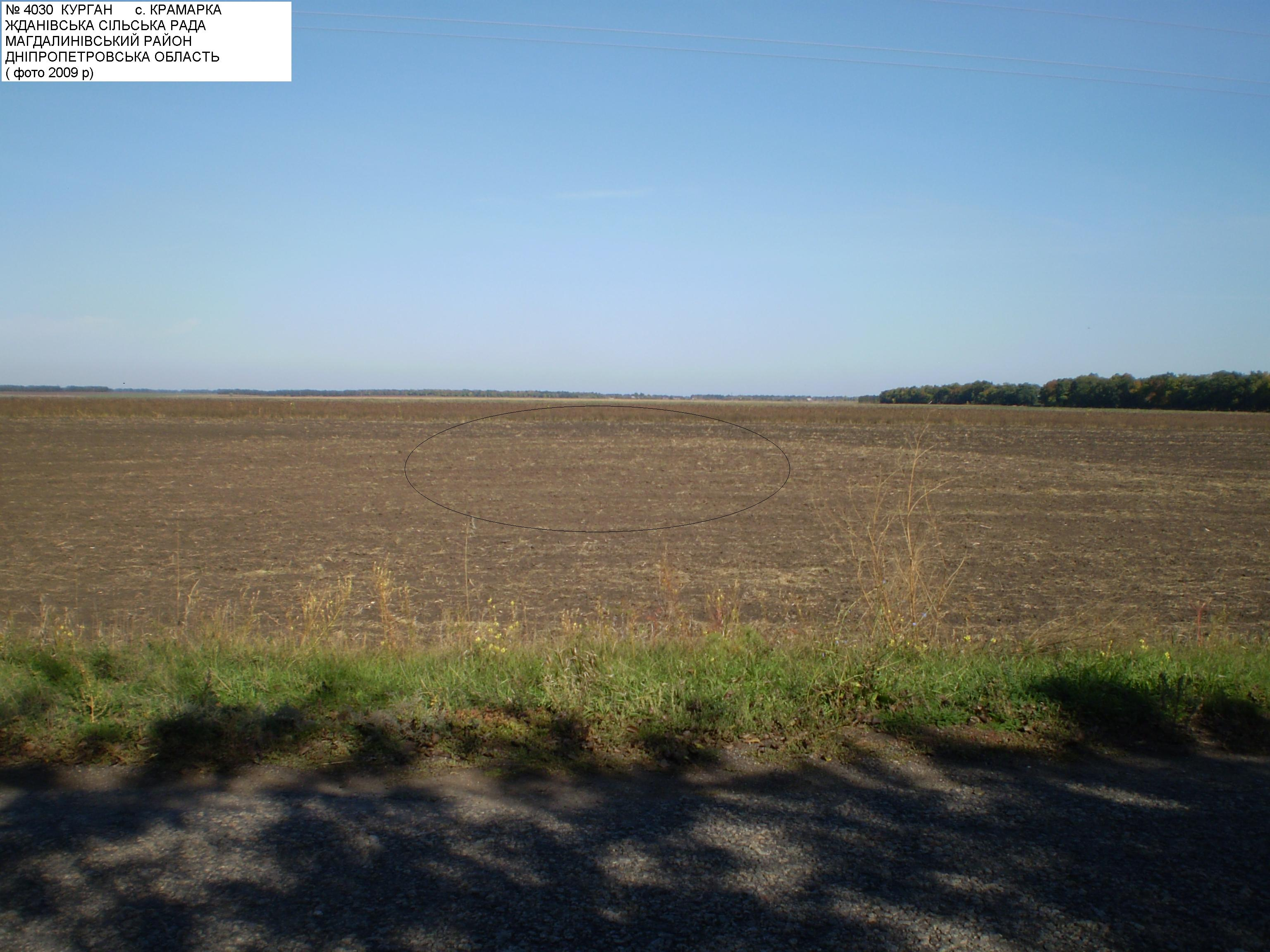
Le Kourgane de Kramarka, classé[1],
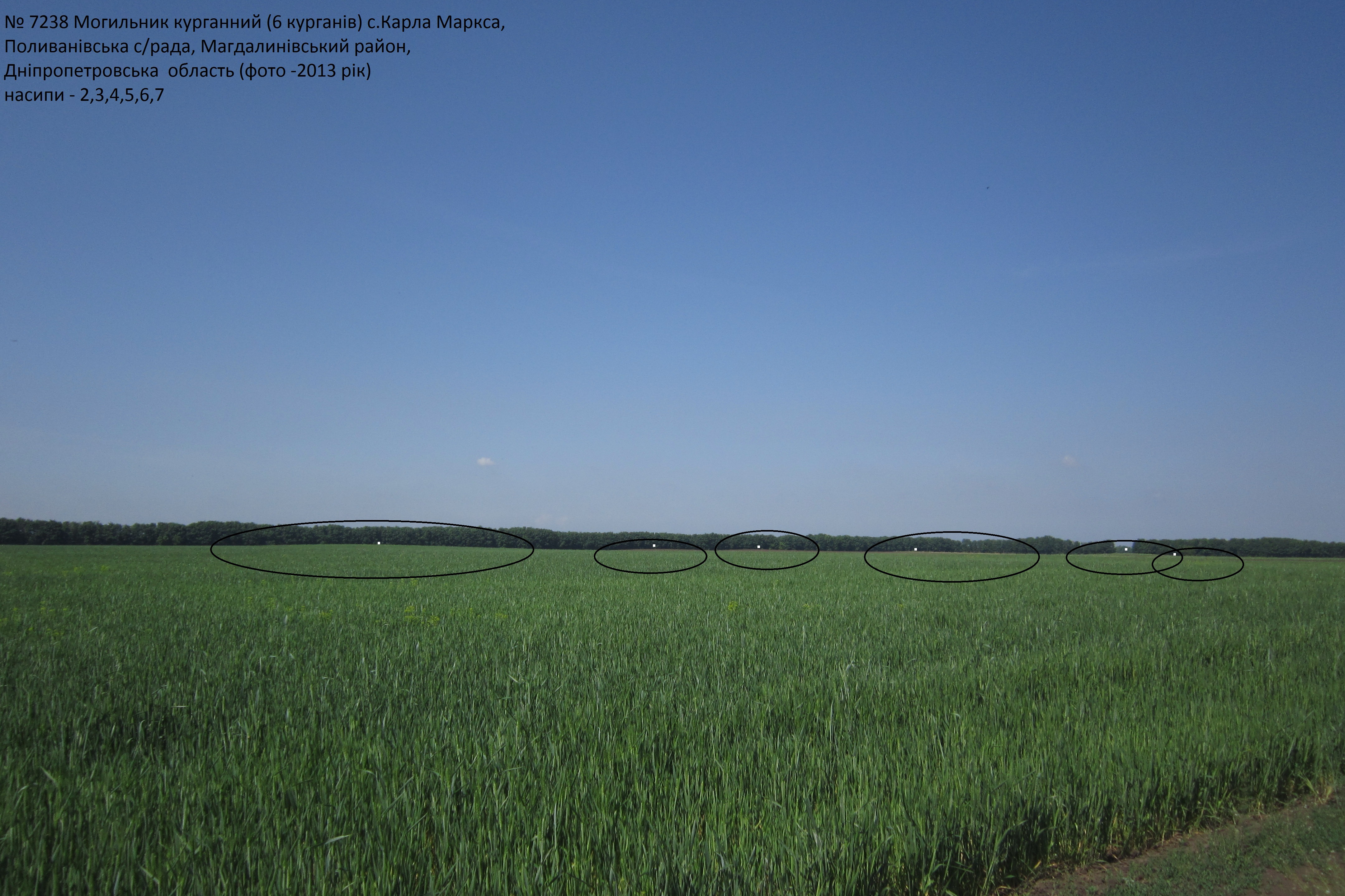
et les six de Kalinyvka, classé[2],
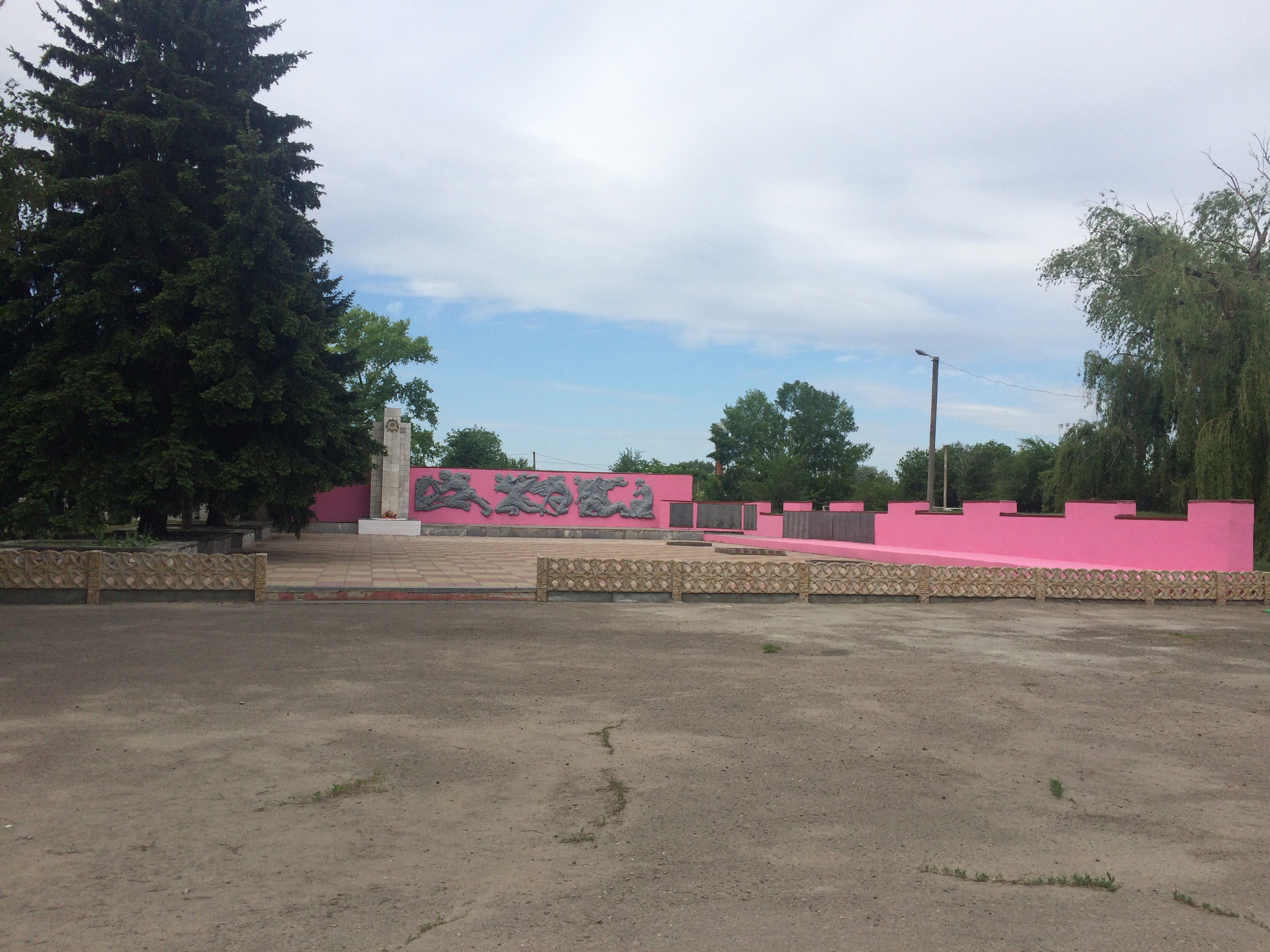
mémorial de la seconde guerre mondiale, Lytchovke, classé[3].
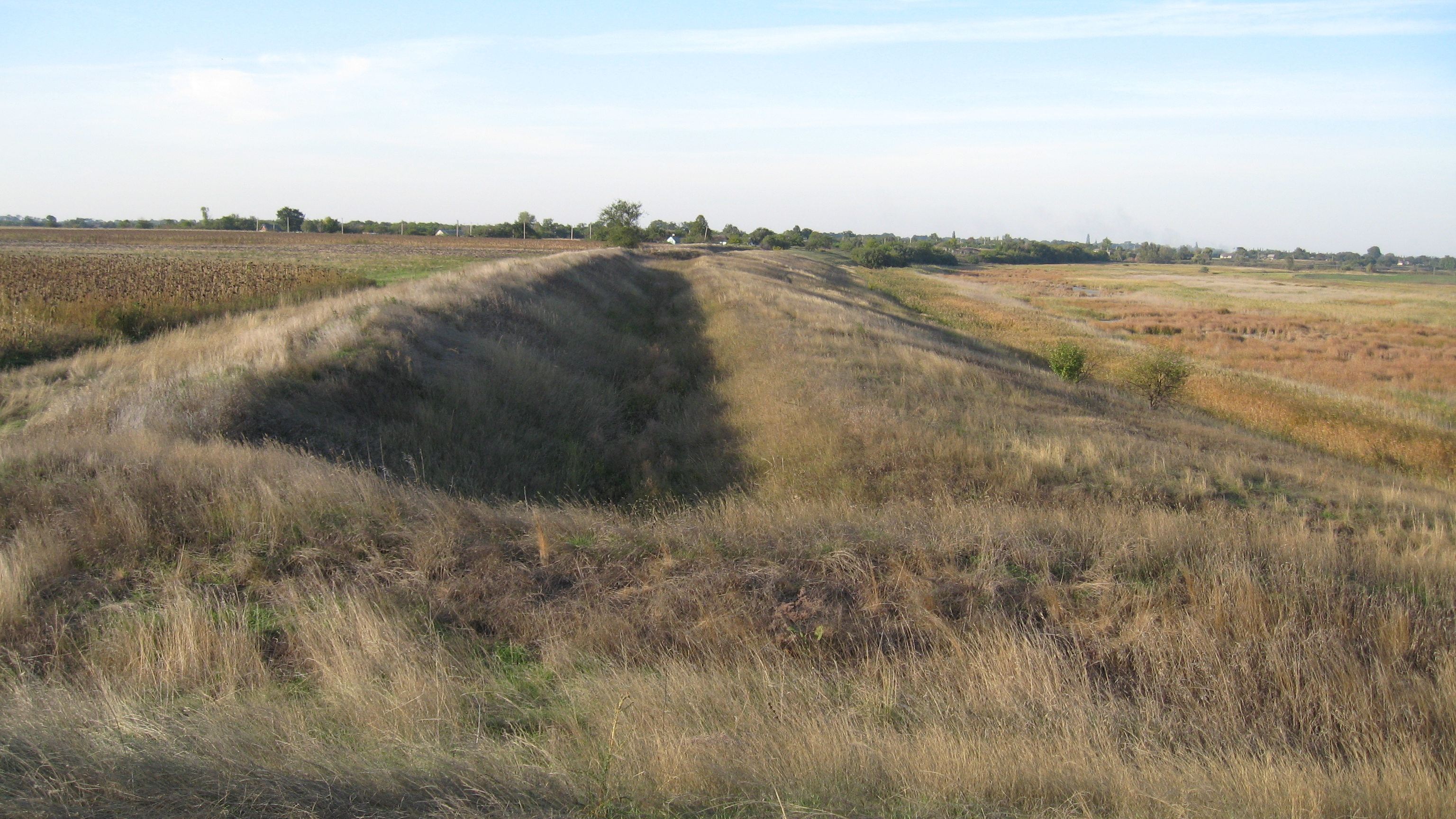
Myholiv, ligne de défense, classée[4],
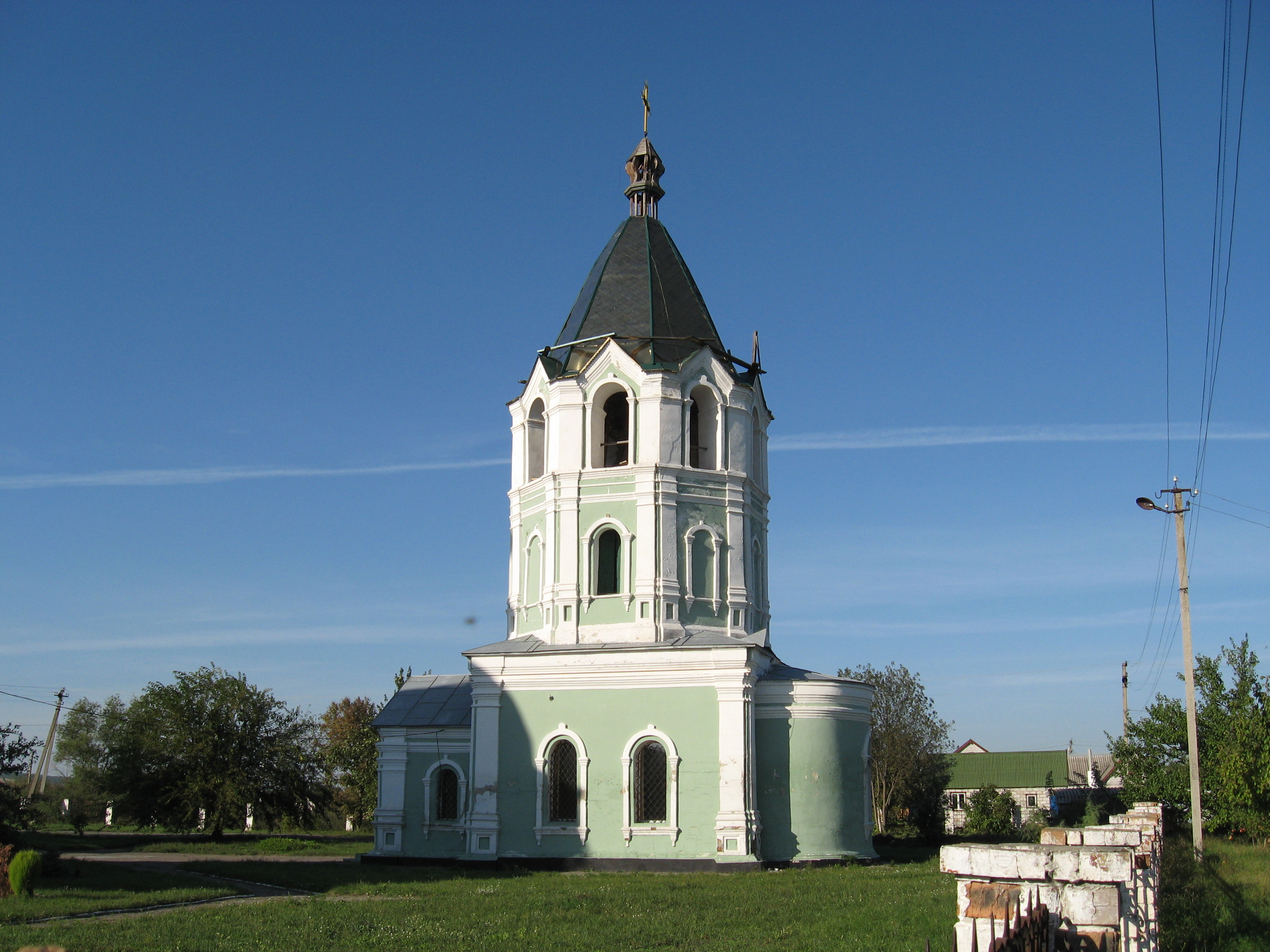
église ste-Barbara de Kytaïhorod, classée[5],
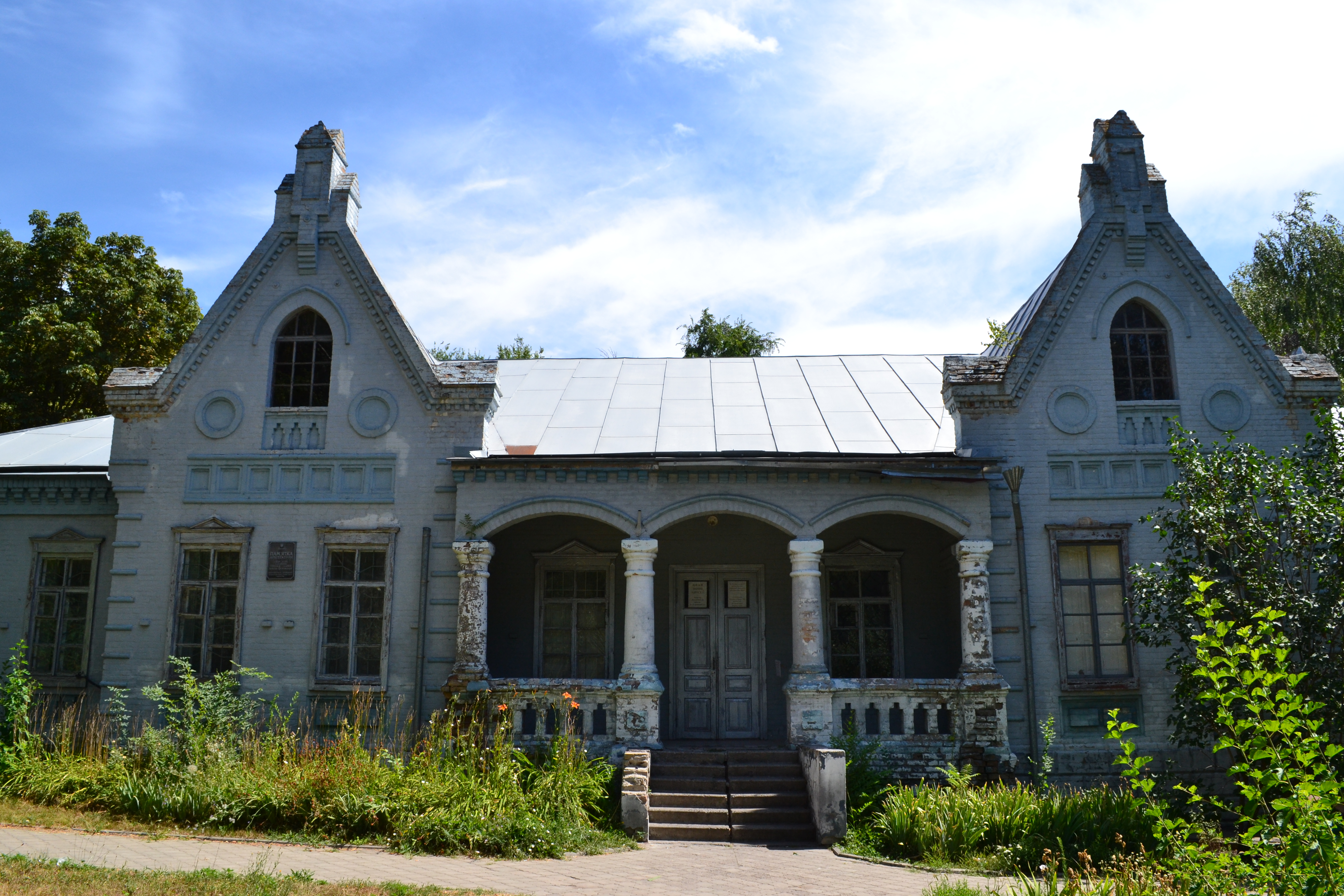
Manoir Bergman à Solone, classé[6].
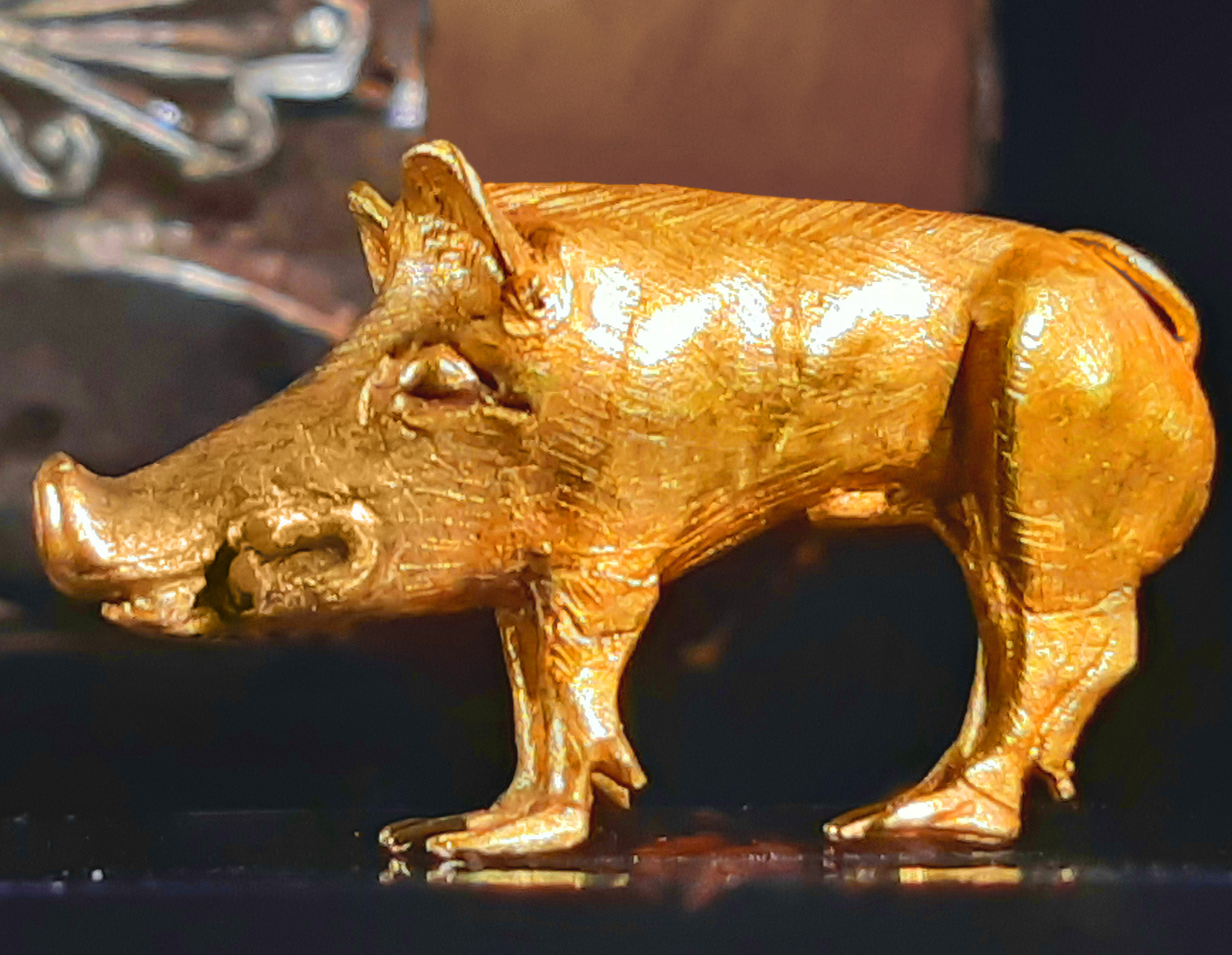
Objet conservé au Musée du Trésor national de l'histoire de l'Ukraine provenant du kourgane classé[7]de Khomin Mohyla